# Ivan Rabb
Ivan Charles Rabb Jr. (4 de fevereiro de 1997) é um basquetebolista profissional norte-americano que atualmente joga pelo New York Knicks da National Basketball Association (NBA) e pelo Westchester Knicks da G-League.
Ele jogou basquete universitário na Universidade da Califórnia em Berkeley e foi selecionado pelo Orlando Magic na segunda rodada (35° escolha geral) do Draft da NBA de 2017, sendo posteriormente trocado para o Memphis Grizzlies.

## Carreira no ensino médio
Rabb frequentou a Bishop O'Dowd High School, onde ganhou dois campeonatos da Divisão Aberta do Norte da Califórnia e um Campeonato Estadual da Divisão Aberta da CIF.
Em quatro temporadas no ensino médio, Rabb acumulou mais de 2.000 pontos, 1.000 rebotes e é o jogador mais vencedor (108-19) da história da escola.

## Carreira na faculdade
Antes de decidir onde cursar a faculdade, Rabb listou dez escolas como finalistas: Arizona, Cal, Duke, Georgetown, Kansas, Kentucky, Louisville, Carolina do Norte, UCLA e USC.
Em 13 de abril de 2015, Rabb anunciou sua intenção de se matricular na Universidade da Califórnia em Berkeley.
Depois de uma forte temporada de calouro, onde foi selecionado para o Segundo-Time da Pac-12, Rabb surpreendeu muitos ao optar por abandonar o Draft da NBA de 2016 (apesar de ele ter sido projetado para ser uma das primeiras seleções naquele ano) e retornar a Cal.
Na conclusão de sua segunda temporada, em 22 de março de 2017, Rabb anunciou sua intenção de renunciar aos dois últimos anos de elegibilidade universitária e participar do Draft da NBA de 2017.

## Carreira profissional

### Memphis Grizzlies (2017–2019)
Rabb foi selecionado pelo Orlando Magic na segunda rodada (35° escolha geral) do Draft da NBA de 2017, sendo posteriormente trocado para o Memphis Grizzlies.
Em 18 de setembro de 2017, Rabb concordou em um contrato de três anos com os Grizzlies, tendo suas duas primeiras temporadas totalmente garantidas.
Durante sua carreira, ele jogou vários jogos pelo Memphis Hustle, afiliado dos Grizzlies na G-League.
Em 19 de outubro de 2019, ele foi dispensado pelo Grizzlies.

### New York Knicks (2019 – Presente)
Em 23 de outubro de 2019, Rabb assinou um contrato de mão dupla com o New York Knicks e com o Westchester Knicks.

## Carreira na seleção
Ele foi o membro da Seleção Americana de Basquetebol  Sub-16 que registrou um recorde perfeito de 5-0 no caminho para ganhar ouro no Copa América de Basquete de 2013 em Maldonado, Uruguai.

## Estatísticas

### NBA

#### Temporada regular
| Ano      | Time     | PJ | MPJ  | AP   | 3P   | LL   | RT  | AS  | BR | TO | PPJ |
| -------- | -------- | -- | ---- | ---- | ---- | ---- | --- | --- | -- | -- | --- |
| 2017–18  | Memphis  | 36 | 14.3 | .566 | –    | .806 | 4.4 | .9  | .3 | .4 | 5.6 |
| 2018–19  | Memphis  | 49 | 14.7 | .547 | .200 | .710 | 4.2 | 1.1 | .3 | .3 | 5.8 |
| Carreira | Carreira | 85 | 14.6 | .555 | .200 | .743 | 4.3 | 1.0 | .3 | .3 | 5.7 |

### NBA G League

#### Temporada regular
| Ano     | Time    | PJ | MPJ  | AP   | 3P   | LL   | RT  | AS  | BR | TO  | PPJ  |
| ------- | ------- | -- | ---- | ---- | ---- | ---- | --- | --- | -- | --- | ---- |
| 2017–18 | Memphis | 18 | 27.9 | .565 | .500 | .750 | 9.4 | 2.1 | .8 | 1.7 | 15.2 |

### Universitário
| Ano      | Time       | PJ | MPJ  | AP   | 3P   | LL   | RT   | AS  | BR | TO  | PPJ  |
| -------- | ---------- | -- | ---- | ---- | ---- | ---- | ---- | --- | -- | --- | ---- |
| 2015–16  | California | 34 | 28.7 | .615 | .500 | .669 | 8.5  | .9  | .5 | 1.2 | 12.5 |
| 2016–17  | California | 31 | 32.6 | .484 | .400 | .663 | 10.5 | 1.5 | .7 | 1.0 | 14.0 |
| Carreira | Carreira   | 65 | 30.6 | .544 | .409 | .666 | 9.4  | 1.2 | .6 | 1.1 | 13.2 |

Fonte:

## Vida pessoal
Ivan é filho de Ivan Sr. e Tami Rabb. Ele tem um irmão mais novo, Tamarik, que também estudou na Bishop O'Dowd High School.
Ivan também é primo de Reggie Rogers, destaque da Universidade de Washington e jogador da NFL.